# Defspiral
defspiral（デフスパイラル）は、日本のヴィジュアル系ロックバンド。TRANSTIC NERVE（1996年12月〜2007年12月）、the Underneath（2008年1月〜2010年5月）の活動を経て2010年5月、TAKA・MASATO・RYO・MASAKIで新バンド"defspiral"を始動。

## メンバー
- TAKA（タカ、4月15日生）
  - ボーカル。O型。
    - 「Montage.」としてソロでも活動している。
    - hide with Spread Beaver keyboard DIE、元ANTHEMのMAD大内率いるロックユニット「KISS THE WoRLD」のメンバーとしても活動していた。
    - 元D'espairsRayの楽器隊メンバー結成された「Luv PARADE」のゲストボーカルとしても活動中。
- MASATO（マサト、12月26日生）
  - ギター。A型。
    - NiL Guitarsエンドーサー（7弦）、6弦ギターはFreedom Custom Guitar Researchを使用。
    - hideの未発表曲「子 ギャル」でギターを担当。使用したのはhide所有の「Gibson Les Paul Standard '59」[1]。
    - 作曲の他、CDジャケットやグッズ、WEB等のデザインも担当。
    - 甘いものが好きで「スイーツ王子」としてフリーペーパーGab.でコーナーを持っていた。（Vol.86-90）
- RYO（リョウ、7月25日生）
  - ベース。A型。
    - 「Dummy's Corporation」「Cemetery Cemetery」のメンバーとしても活動。
    - 作曲家としても活動しており、GACKT、Acid Black Cherry、フレンチ・キスなどへ楽曲を提供している。
- 和樹（カズキ、2月12日生）
  - ドラムス。B型。
    - Shred RACERS、IronBunny、Ash Berry、Larme Belladonna、迫畠彩、TINYRAFT、慟哭、Endgam∃、立夏-Ricca-、LAPIS LIGHT、Silent Tales などのサポートなどを経て、defspiralのサポートでも参加し、自らの志願もあり正式加入に至った。

## 元メンバー
- MASAKI（マサキ、4月25日生）ドラムス。O型。

## 来歴
- 2010年
  - the Underneath解散後、TAKA、MASATO、RYO、MASAKIでdefspiralを始動。
  - 5月26日、「DIVE INTO THE MIRROR」（『KAMEN RIDER DRAGON KNIGHT』主題歌）をavex traxより発表。
- 2011年
  - 3月〜4月、hideの楽曲で構成されたロックミュージカル『ピンク スパイダー』へ参加。
  - 10月26日、1stアルバム『PROGRESS』を発表。
  - 12月7日、hideトリビュートマキシ 『Reply -tribute to hide-』を発表。
- 2012年
  - 初の主催イベントを企画し活動の幅を広げる。
- 2013年
  - 5月22日に2ndアルバム『Voyage』をリリース[2]。ワンマンツアー（全国6箇所）開催。12月に新宿BLAZE単独公演を成功させる。
- 2014年
  - ワンマンツアー（全国9箇所10公演）開催。
- 2015年
  - 3rdアルバム「BRILLIANT WORLD」リリース。ワンマンツアー（全国9箇所）開催。
  - 世界最高峰のライブホログラフィック施設「DMM VR THEATER」のこけら落とし公演として公演された「hide crystal project presents RADIOSITY」のライブレコーディング、3D動画収録に参加。この動画撮影には前身バンドのメンバーであるTALも参加している。
- 2016年
  - 1月23日、Japan Expo Thailand 2016（Central World Plaza (Bangkok)）へ出演。（MASAKIはヘルニア治療の為、サポートドラマーとしてTEROが参加）
  - 10月15日、幕張メッセホール VISUAL JAPAN SUMMIT 2016 Powered by Rakutenへ出演。
- 2017年
  - 9月25日、タイでのイベントJ-Rockaholic（会場：ROCKADEMY THAILAND）へ出演。（MASAKIはインフルエンザの為、サポートドラマーとして笹渕啓史が参加）
  - 11月29日、4thアルバム「TO THE GALAXY」リリース。ワンマンツアー（全国18箇所）開催。
- 2018年
  - 4月29日、お台場野外特設ステージJ地区 hide 20th memorial SUPER LIVE 「SPIRITS」へ出演。
  - 10月3日、1stミニアルバム「TO THE GALAXY -RECONNECT-」リリース。 ワンマンツアー（全国14箇所）開催。
- 2020年
  - 4月10日、結成10周年記念ソングとして「千の花束」を配信限定でリリース[3]。
  - 10th Anniversaryツアー「Dear Freaks」（全国10箇所11公演）を発表するも、新型コロナウイルス感染症の蔓延により開催は難しいと判断。全公演の中止を発表する。
- 2021年
  - 1年延期となった10th Anniversaryツアー「Dear Freaks」（全国9箇所10公演）を発表。
  - 5月26日、ツアーファイナル「DEAREST FREAKS」TSUTAYA O-WEST公演にてMASAKIが脱退。
- 2022年
  - 2022年5月28日、赤羽ReNY alphaで行われた12th Anniversary live「Dear Freaks」にて和樹（Dr.）の正式加入を発表。
  - 2022年6月05日 柏ThumbUpを皮切りにDr.和樹、正式加入後初のツアーTOUR 2022 "ALTER VISION"を開催。2022年7月26日まで全9公演を回った。
  - 2022年8月12日コロナにより見合わせになっていたVo.TAKAのbirthday party "HARMONIA"を3年振りに開催。※ Vo.TAKAの新型コロナ罹患により、2022年4月15日に開催を予定されていた公演が8月12日に振替・延期。

## 影響
TAKAは憧れのヴォーカリストとして氷室京介を挙げている。RYOは自身のルーツについて、「一番初めはレベッカなのね。土橋安騎夫さんが好きで、キーボーディストだけど。その当時、CBS・ソニーにFITZBEATっていうレーベルがあって、そこのアーティストがすごい好きでしたね。レベッカや聖飢魔IIやグラスバレーとか。日本のそういう音楽を兄貴の影響で聴いていたのと、後はBOØWYですね。」と述べている。

## ディスコグラフィー

### 参加オムニバス
| タイトル                                        | 発売年日      | 規格 | 販売生産番号 | 備考                               |
| ----------------------------------------------- | ------------- | ---- | ------------ | ---------------------------------- |
| CRUSH!3 -90's V-Rock best hit cover LOVE songs- | 2012年6月27日 | CD   | UPCH-20278   | 「ROSIER」(LUNA SEA)のカバーで参加 |

## 主なライブ

### ワンマンライブ・主催イベント
| 開催日                  | タイトル                                                                  | 備考                                            |
| ----------------------- | ------------------------------------------------------------------------- | ----------------------------------------------- |
| 2010年8月20日           | defspiral 1st live "STARTING POINT OF THE SPIRAL"                         | SHIBUYA BOXX w/眩惑庭園                         |
| 2010年10月              | everset one-man live " Prologue - Introduction to winter tour - "         |                                                 |
| 2010年12月              | defspiral live 2010 "CENTER OF THE SPIRAL"                                |                                                 |
| 2011年1月〜2月          | everset & defspiral coupling tour 2011「Rendez-vous」                     |                                                 |
| 2011年6月               | hide Presents Our Pink Spider 2011「チャリティーカバーLIVE! ピンスパッ!」 |                                                 |
| 2011年8月7日            | defspiral ONEMAN LIVE 2011                                                | 池袋Black Hole                                  |
| 2011年10月10日〜12月9日 | defspiral first oneman tour 2011 "PROGRESS"                               |                                                 |
| 2012年2月19日           | defspiral presents "Beauty and Beast" Vol.1                               | Electric Lady Land w/アヲイ, JILLED RAY, Cu[be] |
| 2012年3月25日           | defspiral presents "Beauty and Beast" Vol.2                               | ESAKA MUSE w/DEATHGAZE, Scar., JILLED RAY       |
| 2012年4月14日           | defspiral presents "Beauty and Beast" Vol.3                               | 新宿BLAZE w/C4, lynch.                          |
| 2012年5月27日           | defspiral 2nd Anniversary oneman live -DFS-                               | SHIBUYA BOXX                                    |
| 2012年7月30日           | defspiral oneman live powered by master+mind                              | 新宿LOFT                                        |
| 2012年8月18日〜8月19日  | 『LOTUS』発売記念インストアイベント                                       |                                                 |
| 2012年8月31日           | defspiral presents 「Beauty and Beast」Vol.4                              | 新宿LOFT w/exist†trace, heidi                   |
| 2012年9月21日           | defspiral presents 「Beauty and Beast」Vol.5                              | 新宿LOFT w/Sel'm, THE MICRO HEAD 4N'S           |
| 2012年10月26日          | defspiral oneman live 2012 "Under the Egret"                              | 姫路Beta                                        |
| 2012年11月15日          | defspiral presents 「Beauty and Beast」Vol.6                              | ell. FITSALL w/Sel'm, DEATHGAZE                 |
| 2012年11月16日          | defspiral presents 「Beauty and Beast」Vol.7                              | アメリカ村FANJ twice w/DEATHGAZE, Sel'm         |
| 2012年11月25日          | defspiral presents 「Beauty and Beast」vol.8                              | 池袋EDGE w/DEATHGAZE, Sel'm                     |